# TT85
La tombe thébaine TT 85 est située à Cheikh Abd el-Gournah, dans la nécropole thébaine, sur la rive ouest du Nil, face à Louxor en Égypte.
C'est la sépulture d'Amenemheb, appelé Mahou, Prince, scribe royaldurant les règnes de Thoutmôsis III et Amenhotep II (XVIIIe dynastie).